# 엠디바이스
엠디바이스 주식회사(영어: MDEVICE)는 대한민국의 반도체 스토리지 기업이다.

## 역사 및 현황
- 2009년: 인쇄회로기판(PCB) 제조 업체 에이스일렉트로닉스 출신인 조호경 대표이사가 에이스일렉의 제조시설을 인수해 PCB 적층을 주요 사업으로 설립[7]
- 2014년: 반도체사업부를 신설
- 2017년: BGA SSD'를 개발
- 2019년: SSD 사업에 본격 진출
- 2022년: 인쇄회로기판(PCB)사업부문을 매각[8]
- 2024년: 그린리소스에서 지분의 약 5%를 취득[9]
- 2024년 4월: 메가일렉트로닉스에서 현재의 사명으로 변경
- 2025년 3월 7일: 코스닥 시장 상장[1][2][3]

## 사업장 현황
- 본사: 경기도 과천시 과천대로7길 33 디테크타워 B동 1002호

## 사업
기업용 SSD를 중심으로 소비자용 SSD와 BGA SSD(초소형 SSD)까지 다양한 제품 군을 보유하고 있다. 회사의 중국향 매출 비중은 2023년 82.51%, 2024년 3분기 95.7%로 매우 높으며 주요 고객처는 중국 국영반도체 기업인 칭화유니그룹의 계열사이다.